# مغاربة من الضفة الأخرى (كتاب)
مغاربة من الضفة الأخرى هو كتاب توثيقي للكاتبة والصحفية المغربية زكية داوود، صدر سنة 2005 عن منشورات ملتقى الطرق بالدار البيضاء. يتناول الكتاب سيرة مجموعة من المغاربة الذين عاشوا في أوروبا، وخصوصًا في فرنسا، وساهموا في بناء الجسور الثقافية والفكرية والسياسية بين ضفتي البحر الأبيض المتوسط. لا يركّز الكتاب على المهاجرين العاديين، بل على شخصيات تركت أثرًا مهمًا في التاريخ المعاصر للمغرب والمهجر.

## محتوى الكتاب
يضمّ الكتاب بورتريهات فكرية وتاريخية لعدد من الشخصيات المغربية، من بينهم عبد الله العروي، إدريس الشرايبي، محمد خير الدين، أحمد اليزيدي، وغيرهم. وتتنوع هذه الشخصيات بين مفكرين، كتاب، مناضلين سياسيين، وفنانين. تعيد الكاتبة رسم معالم هويتهم المزدوجة، حيث ظلوا مشدودين إلى انتمائهم المغربي رغم الإقامة والكتابة بلغات أجنبية.

## المنهج والسياق
تنهج زكية داوود في هذا الكتاب أسلوبًا توثيقيًا/تحليليًا يعتمد على التحقيق الصحفي، والوثائق التاريخية، والتجارب الشخصية، ما يمنح الكتاب طابعًا سرديًا غنيًا ومتينًا في الوقت ذاته. وتسعى الكاتبة من خلاله إلى تقديم قراءة نقدية للهجرة الثقافية المغربية، بعيدًا عن الصورة النمطية للمهاجر "الضحية" أو "المنبوذ".

## الشخصيات المحورية
من أبرز من تناولتهم الكاتبة:
| إدريس الشرايبي  | رائد الرواية المغربية بالفرنسية، تناول قضايا الهوية والتمرد الثقافي.         |
| --------------- | ---------------------------------------------------------------------------- |
| محمد خير الدين  | شاعر وروائي أمازيغي، نُفي إلى فرنسا وكان صوته صرخة في وجه الاستعمار والتبعية. |
| عبد الله العروي | مفكر ومؤرخ، رغم دراسته بالغرب ظل يُحاكم المفاهيم الغربية بمنطق عربي نقدي.     |
| التهامي الوزاني | أحد أوائل المثقفين الذين خاضوا تجربة "التنقل" الرمزي والفكري بين الضفتين.    |

## الهجرة كخلفية ثقافية
يركز الكتاب على الهجرة باعتبارها سياقًا لإنتاج الوعي والمعرفة، لا كظاهرة اقتصادية أو اجتماعية فقط. وتعتبر زكية داوود أن كثيرًا من المفكرين والكتاب المغاربة المقيمين في أوروبا أسهموا في إعادة تشكيل صورة المغرب في الخارج، عبر إنتاجات فكرية وأدبية تنطلق من الهامش لتخاطب المركز.

## الرسالة الأساسية
يُعد الكتاب دعوة لقراءة جديدة للهجرة المغربية، تقف عند جوانبها الثقافية والإبداعية، وتُبرز أن الانتماء لا تحدده الجغرافيا بقدر ما تصوغه الذاكرة والتجربة. تبرز زكية داوود "الضفة الأخرى" ليس كمنفى، بل كامتداد للذات المغربية بصيغة جديدة.

## أهمية الكتاب
نال الكتاب اهتمامًا نقديًا في الأوساط الثقافية، سواء في المغرب أو في أوساط المهجر، نظرًا لقيمته التوثيقية وفرادته في تسليط الضوء على فئة نادرًا ما يُتناول حضورها التاريخي في كتب السير الجماعية. كما يُنظر إليه كمرآة تعكس التحولات التي عرفها المثقف المغربي في الخارج.